# Zakhar Volkov
Zakhar Volkov (tiếng Belarus: Захар Волкаў; tiếng Nga: Захар Волков; sinh 18 tháng 2 năm 1997) là một cầu thủ bóng đá Belarus. Tính đến năm 2018, anh thi đấu cho BATE Borisov.